# Darwaskette

Darwaskette im Westen des Pamir

Die Darwaskette (russisch Дарва́зький хребе́т) ist ein Gebirgszug im westlichen Pamir in Tadschikistan.
Die Darwaskette erstreckt sich über eine Länge von 200 km in Nordost-Südwest-Richtung im Westen der tadschikischen autonomen Provinz Berg-Badachschan an der Grenze zur Region Nohijahoi tobei dschumhurij. Sie bildet eine Fortsetzung der nordöstlich gelegenen Kette der Akademie der Wissenschaften. Der Gebirgszug bildet die Wasserscheide zwischen dem Wantsch im Südosten und dem Obichingou im Nordwesten. Der Pik Arnawad mit einer Höhe von 5992 m ist der höchste Gipfel der Bergkette. Die gesamte Gletscherfläche der Darwaskette umfasst ungefähr 750 km².